# Begonia neoperrieri
Espèce
Begonia neoperrieri est une espèce de plantes de la famille des Begoniaceae. Ce bégonia est originaire de Madagascar. L'espèce fait partie de la section Quadrilobaria. Elle a été décrite en 1971 par Gérard-Guy Aymonin (1934-2014) et Jean Bosser (1922-2013), à la suite des travaux de Henri Jean Humbert (1887-1967). L'épithète spécifique neoperrieri est formé à partir du préfixe neo-, nouveau, et de perrieri, qui signifie « de Perrier », en hommage au botaniste français et récolteur de l'holotype à Madagascar, Henri Perrier de La Bâthie (1873-1958),.

## Répartition géographique
Cette espèce est originaire du pays suivant : Madagascar.